# Joan Albaigés i Riera
Joan Albaigés i Riera (Tarragona, 1942) és un químic català. El 1968 es doctorà en ciències químiques per la Universitat de Barcelona i posteriorment treballà com a professor d'investigació al CSIC, amb el que està vinculat des d'aleshores. El 1979 fundà el Departament de Química Ambiental del CSIC i fou nomenat professor de Geoquímica Orgànica Ambiental a la facultat de Química de la Universitat de Barcelona. De 1985 a 1991 fou director del Centre d'Investigació i Desenvolupament del CSIC a Barcelona; de 1992 a 1993 fou delegat del CSIC a Catalunya, de 1993 a 1994 fou director general de Recerca de la Generalitat de Catalunya i de 1994 a 1999 Comissionat per a Universitats i Recerca i president de la CIRIT. a estat un dels principals impulsors i redactors del Pla de Recerca de Catalunya.
De 1987 a 1996 fou president del Centre Unesco de Catalunya. És membre del consell directiu de diverses organitzacions internacionals de recerca i de diversos comitès de programes internacionals sobre medi ambient. Com a assessor de la UNESCO, ha col·laborat extensament en el desenvolupament de programes d'educació superior i recerca a països de l'Amèrica Llatina. També ha estat assessor del Programa de les Nacions Unides per al Medi Ambient per a l'establiment de programes de vigilància ambiental en països en vies de desenvolupament a Amèrica Llatina i a la conca Mediterrània.
Ha estat guardonat amb la medalla Narcís Monturiol al mèrit científic de la Generalitat de Catalunya el 1989 i el 2000 va rebre el Guardó d'Honor de la Universitat Pompeu Fabra per la seva especial col·laboració en la consolidació de la UPF. És membre de l'Acadèmia Europea de les Ciències i les Arts (1991), de l'Academia Europaea (1992) i de la Reial Acadèmia de Ciències i Arts de Barcelona (2000).

## Texts
- Sobre l'origen del petroli, a Butlletí de les Societats Catalanes de Física, Química, Matemàtiques i Tecnologia, Any: 1983 2 : núm. 1